# Whittemore (Iowa)
Whittemore és una població dels Estats Units a l'estat d'Iowa. Segons el cens del 2000 tenia 530 habitants.

## Demografia
Segons el cens del 2000, Whittemore tenia 530 habitants, 229 habitatges, i 135 famílies. La densitat de població era de 487,2 habitants/km².
Dels 229 habitatges en un 29,7% hi vivien nens de menys de 18 anys, en un 50,7% hi vivien parelles casades, en un 5,7% dones solteres, i en un 41% no eren unitats familiars. En el 38% dels habitatges hi vivien persones soles el 25,3% de les quals corresponia a persones de 65 anys o més que vivien soles. El nombre mitjà de persones vivint en cada habitatge era de 2,31 i el nombre mitjà de persones que vivien en cada família era de 3,12.
Per edats la població es repartia de la següent manera: un 27,9% tenia menys de 18 anys, un 7,7% entre 18 i 24, un 22,5% entre 25 i 44, un 16,2% de 45 a 60 i un 25,7% 65 anys o més.
L'edat mediana era de 39 anys. Per cada 100 dones de 18 o més anys hi havia 88,2 homes.
La renda mediana per habitatge era de 31.111 $ i la renda mediana per família de 37.031 $. Els homes tenien una renda mediana de 30.104 $ mentre que les dones 17.500 $. La renda per capita de la població era de 14.669 $. Entorn del 2,8% de les famílies i el 6,6% de la població estaven per davall del llindar de pobresa.

## Poblacions més properes
El següent diagrama mostra les poblacions més properes.